# Хомушино
Хомушино (рос. Хомушино) — присілок в Куньїнському районі Псковської області Російської Федерації.
Населення становить 24 особи. Входить до складу муніципального утворення Куньїнська волость.

## Історія
Від 2015 року входить до складу муніципального утворення Куньїнська волость.

## Населення
| 2001 | 2002 | 2010 |
| ---- | ---- | ---- |
| 39   | →39  | ↘24  |